# Emily Shearman
Emily Shearman (Palmerston North, 23 febbraio 1999) è una pistard neozelandese.

## Carriera
Nel 2023 ha vinto la medaglia d'argento nell'inseguimento a squadre ai Mondiali di Glasgow, assieme alle connazionali Michaela Drummond, Ally Wollaston e Bryony Botha, perdendo la finale contro la Gran Bretagna. Nel 2024 si è laureata vicecampionessa olimpica nella medesima disciplina alle Olimpiadi di Parigi, insieme a Botha, Wollaston e Nicole Shields, terminando la finale dietro al quartetto degli Stati Uniti.

## Palmarès

### Pista
- 2015

Campionati oceaniani, Omnium Junior
- 2016

Campionati oceaniani, Inseguimento individuale Junior
Campionati oceaniani, Inseguimento a squadre Junior
- 2018

Campionati neozelandesi, Americana (con Jessie Hodges)
- 2019

Campionati oceaniani, Inseguimento a squadre (con Nicole Shields, Jessie Hodges e Kirstie James)
3ª prova Coppa del mondo 2019-2020, Inseguimento a squadre (Hong Kong, con Michaela Drummond, Nicole Shields, Ally Wollaston e Jessie Hodges)
- 2023

1ª prova Coppa delle Nazioni, Inseguimento a squadre (Giacarta, con Michaela Drummond, Ally Wollaston e Bryony Botha)
- 2024

Campionati neozelandesi, Omnium
Campionati neozelandesi, Americana (con Bryony Botha)
1ª prova Coppa delle Nazioni, Inseguimento a squadre (Adelaide, con Samantha Donnelly, Ally Wollaston, Bryony Botha e Michaela Drummond)
Campionati oceaniani, Inseguimento a squadre (con Bryony Botha, Michaela Drummond e Ally Wollaston)
2ª prova Coppa delle Nazioni, Inseguimento a squadre (Hong Kong, con Bryony Botha, Nicole Shields e Samantha Donnelly)
- 2025

Campionati oceaniani, Inseguimento a squadre (con Samantha Donnelly, Prudence Fowler, Rylee McMullen e Bryony Botha)
Campionati oceaniani, Omnium
Campionati neozelandesi, Scratch
Campionati neozelandesi, Corsa a punti
Campionati neozelandesi, Corsa a eliminazione
Campionati neozelandesi, Omnium
Campionati neozelandesi, Americana (con Samantha Donnelly)

## Piazzamenti

### Competizioni mondiali
- Campionati del mondo su pista

Aigle 2016 - Inseguimento a squadre Junior: 2ª
Aigle 2016 - Scratch Junior: 13ª
Montichiari 2017 - Inseguimento a squadre Junior: 2ª
Montichiari 2017 - Americana Junior: 5ª
Glasgow 2023 - Inseguimento a squadre: 2ª
Glasgow 2023 - Corsa a eliminazione: 20ª
- Giochi olimpici

Parigi 2024 - Inseguimento a squadre: 2ª
Parigi 2024 - Americana: 8ª